# ABA Liga
La Liga del Adriático, conocida actualmente como ABA Liga y, por motivos de patrocinio, como AdmiralBet ABA Liga (con anterioridad Goodyear Adriatic League; NLB League), es una competición de baloncesto en la cual compiten equipos de Bosnia y Herzegovina, Croacia, Serbia, Montenegro, Eslovenia y Macedonia del Norte, todas ellas repúblicas de la extinta Yugoslavia. El actual campeón es el KK Partizan de Belgrado, Serbia.
La liga convive con las competiciones nacionales de cada país, y todos los equipos compiten en sus respectivas ligas domésticas. Forma parte de la Unión de Ligas Europeas de Baloncesto (ULEB) de pleno derecho, y es miembro activo de la Euroliga, competición con la cual también convive.
Esta liga inspiró la creación de otra similar en los estados del Báltico, conocida como Baltic Basketball League, que sin embargo cesó su actividad en 2018.

## Historia
La liga se fundó el 3 de julio de 2001 con doce equipos, comenzando la competición en el otoño de ese mismo año. Estaba compuesta por cuatro equipos eslovenos, cuatro croatas, tres bosnios y uno de la República Federal de Yugoslavia.
En la temporada 2002-03 se dio de baja a un equipo, ocupando su lugar el Maccabi Tel Aviv israelí, el cual repetiría participación en la temporada 2011-12 ganando el torneo. Se expandió a 14 equipos en 2005, y en 2006 firmó un contrato de patrocinio con el Nova Ljubljanska Banka (NLB), un banco que dio nombre a la competición.

## Competición
Como en la mayoría de las ligas europeas, en la temporada regular juegan todos contra todos a doble vuelta, jugando contra cada equipo en casa y fuera. Los mejores equipos avanzan a una segunda fase de playoffs, que es la que determina el campeón.
Entre 2002 y 2004 se celebró una Final Four para decidir al campeón, y desde 2005 son ocho los equipos los que se enfrentan a partido único en eliminatorias directas. Es una forma de que los equipos puedan conjugar sus participaciones en sus ligas respectivas y en las competiciones europeas.

## Equipos 2025-2026
| Equipo                    | Ciudad        | Pabellón                   | Capacidad |
| ------------------------- | ------------- | -------------------------- | --------- |
| BC Vienna                 | Vienna        | Hallmann Dome              | 1,399     |
| Borac Mozzart             | Čačak         | Borac Hall                 | 4,000     |
| Bosna BH Telecom          | Sarajevo      | Zetra Olympic Hall         | 12,000    |
| Budućnost VOLI            | Podgorica     | Morača Sports Center       | 6,000     |
| Cedevita Olimpija         | Ljubljana     | Arena Stožice              | 12,480    |
| Crvena zvezda Meridianbet | Belgrado      | Belgrade Arena             | 18,386    |
| Dubai Basketball          | Dubai         | Coca-Cola Arena            | 17,000    |
| FMP Soccerbet             | Belgrado      | Železnik Hall              | 3,000     |
| Igokea m:tel              | Aleksandrovac | Laktaši Sports Hall        | 3,050     |
| Ilirija                   | Ljubljana     | Tivoli Hall                | 6,800     |
| Krka                      | Novo Mesto    | Leon Štukelj Hall          | 2,500     |
| Mega Superbet             | Belgrade      | Ranko Žeravica Sports Hall | 5,000     |
| Partizan Mozzart Bet      | Belgrado      | Belgrade Arena             | 18,386    |
| Spartak Office Shoes      | Subotica      | Dudova Šuma Hall           | 2,000     |
| SC Derby                  | Podgorica     | Morača Sports Center       | 6,000     |
| Split                     | Split         | Arena Gripe                | 3,500     |
| U-BT Cluj-Napoca          | Cluj-Napoca   | BTarena                    | 10,000    |
| Zadar                     | Zadar         | Krešimir Ćosić Hall        | 7,997     |

## Palmarés
| Temporada | Sede                 | Campeón               | Finalista            | Resultado     |
| --------- | -------------------- | --------------------- | -------------------- | ------------- |
| 2001-02   | Liubliana            | Olimpija (Union)      | KK Krka Novo Mesto   | 73-59         |
| 2002-03   | Liubliana            | KK Zadar              | Maccabi Tel Aviv BC  | 91-88         |
| 2003-04   | Zagreb               | FMP Železnik (Reflex) | KK Cibona Zagreb     | 71-70         |
| 2004-05   | Belgrado             | KK Hemofarm Vršac     | KK Partizan Belgrado | 89-76         |
| 2005-06   | Sarajevo             | FMP Železnik          | KK Partizan Belgrado | 73-72         |
| 2006-07   | Belgrado             | KK Partizan Belgrado  | FMP Železnik         | 85-83 / 94-82 |
| 2007-08   | Liubliana            | KK Partizan Belgrado  | KK Hemofarm Vršac    | 69-51         |
| 2008-09   | Belgrado             | KK Partizan Belgrado  | KK Cibona Zagreb     | 63-49         |
| 2009-10   | Zagreb               | KK Partizan Belgrado  | KK Cibona Zagreb     | 75-74         |
| 2010-11   | Liubliana            | KK Partizan Belgrado  | Olimpija (Union)     | 77-74         |
| 2011-12   | Tel Aviv             | Maccabi Tel Aviv BC   | KK Cedevita          | 87-77         |
| 2012-13   | Laktaši              | KK Partizan Belgrado  | KK Estrella Roja     | 71-63         |
| 2013-14   | Belgrado             | KK Cibona Zagreb      | KK Cedevita          | 72-59         |
| 2014-15   | Belgrado / Zagreb    | Crvena Zvezda         | Cedevita             | 3–1           |
| 2015-16   | Belgrado             | Crvena Zvezda         | KK Mega Leks         | 3–0           |
| 2016-17   | Belgrado / Zagreb    | Crvena Zvezda         | KK Cedevita          | 3–0           |
| 2017-18   | Podgorica / Belgrado | KK Buducnost VOLI     | Crvena Zvezda        | 3–1           |
| 2018-19   | Belgrado / Podgorica | Crvena Zvezda         | KK Buducnost VOLI    | 3–2           |
| 2020-21   | Belgrado / Podgorica | Crvena Zvezda         | KK Buducnost VOLI    | 3–2           |
| 2021-22   | Belgrado             | Crvena Zvezda         | KK Partizan          | 3–2           |
| 2022-23   | Belgrado             | KK Partizan           | Crvena Zvezda        | 3–2           |
| 2023-24   | Belgrado             | Crvena Zvezda         | KK Partizan          | 3–0           |
| 2024-25   | Belgrado             | KK Partizan           | KK Buducnost VOLI    | 3–1           |

## Títulos por club
| Club                   | Títulos | Años Campeón                                   | Finalista | Años Finalista         |
| ---------------------- | ------- | ---------------------------------------------- | --------- | ---------------------- |
| KK Partizan Belgrado   | 8       | 2007, 2008, 2009, 2010, 2011, 2013, 2023, 2025 | 4         | 2005, 2006, 2022, 2024 |
| KK Estrella Roja       | 7       | 2015, 2016, 2017, 2019, 2021, 2022, 2024       | 3         | 2013, 2018, 2023       |
| FMP Železnik           | 2       | 2004, 2006                                     | 1         | 2007                   |
| KK Cibona Zagreb       | 1       | 2014                                           | 3         | 2004, 2009, 2010       |
| KK Budućnost Podgorica | 1       | 2018                                           | 3         | 2019, 2021, 2025       |
| KK Olimpija            | 1       | 2002                                           | 1         | 2011                   |
| KK Hemofarm Vršac      | 1       | 2005                                           | 1         | 2008                   |
| Maccabi Tel Aviv BC    | 1       | 2012                                           | 1         | 2003                   |
| KK Zadar               | 1       | 2003                                           | -         | -----                  |
| KK Cedevita            | -       | -----                                          | 4         | 2012, 2014, 2015, 2017 |
| KK Krka Novo Mesto     | -       | -----                                          | 1         | 2002                   |
| KK Mega Leks           | -       | -----                                          | 1         | 2016                   |

## Premios individuales

### MVP (Jugador más Valioso)
| Temporada | MVP               | Club                   |
| --------- | ----------------- | ---------------------- |
| 2001-02   | Marino Baždarić   | KK Triglav Osiguranje  |
| 2002-03   | Kenyan Weaks      | KK Pivovarna Laško     |
| 2003-04   | Dejan Milojević   | KK Budućnost Podgorica |
| 2004-05   | Dejan Milojević   | KK Partizan Belgrado   |
| 2005-06   | Dejan Milojević   | KK Partizan Belgrado   |
| 2006-07   | Milan Gurović     | Estrella Roja          |
| 2007-08   | Tadija Dragićević | Estrella Roja          |
| 2008-09   | Ante Tomić        | KK Zagreb              |
| 2009-10   | Chester Mason     | HKK Široki             |
| 2010-11   | Luka Žorić        | KK Zagreb              |
| 2011-12   | David Simon       | KK Radnički Kragujevac |
| 2012-13   | Aleksandar Ćapin  | KK Radnički Kragujevac |
| 2013-14   | Dario Šarić       | KK Cibona Zagreb       |
| 2014-15   | Nikola Jokić      | KK Mega Leks           |
| 2015-16   | Miro Bilan        | KK Cedevita            |
| 2016-17   | Nikola Janković   | Union Olimpija         |
| 2017-18   | Luka Žorić        | KK Cibona Zagreb       |
| 2018-19   | Goga Bitadze      | KK Budućnost Podgorica |
| 2020-21   | Filip Petrušev    | KK Mega Bemax          |
| 2021-22   | Nikola Kalinić    | Estrella Roja          |
| 2022-23   | Luka Božić        | KK Zadar               |
| 2023-24   | Luka Božić        | KK Zadar               |
| 2024-25   | McKinley Wright   | KK Budućnost Podgorica |

### Máximo Anotador
| Temporada | Jugador           | Club                   | PPP   |
| --------- | ----------------- | ---------------------- | ----- |
| 2001-02   | Marino Baždarić   | KK Triglav Osiguranje  | 26.23 |
| 2002-03   | Kenyan Weaks      | KK Pivovarna Laško     | 20.14 |
| 2003-04   | Igor Rakočević    | KK Estrella Roja       | 23.22 |
| 2004-05   | Dejan Milojević   | KK Partizan Belgrado   | 21.77 |
| 2005-06   | Dejan Milojević   | KK Partizan Belgrado   | 17.68 |
| 2006-07   | Milan Gurović     | KK Estrella Roja       | 28.60 |
| 2007-08   | Tadija Dragićević | KK Estrella Roja       | 20.46 |
| 2008-09   | Dragan Labović    | FMP Železnik           | 17.96 |
| 2009-10   | Andrija Žižić     | KK Cedevita            | 17.12 |
| 2010-11   | Michael Lee       | KK Radnički Kragujevac | 19.60 |
| 2011-12   | David Simon       | KK Radnički Kragujevac | 19.38 |
| 2012-13   | Aleksandar Ćapin  | KK Radnički Kragujevac | 17.48 |
| 2013-14   | Dario Šarić       | KK Cibona Zagreb       | 16.27 |
| 2014-15   | Malcolm Armstead  | KK Krka Novo Mesto     | 17.56 |
| 2015-16   | Tadija Dragićević | KK Budućnost Podgorica | 16.33 |
| 2016-17   | Ivan Marinković   | KK Zadar               | 17.72 |
| 2017-18   | Luka Žorić        | KK Cibona Zagreb       | 19.71 |
| 2018-19   | Dragan Apić       | KK FMP                 | 21.2  |
| 2019-20   | Lance Harris      | KK Mornar Bar          | 18.6  |
| 2020-21   | Filip Petrušev    | KK Mega Bemax          | 23.7  |
| 2021–22   | Shannon Shorter   | Split                  | 17.0  |
| 2022–23   | Hunter Hale       | Borac Mozzart          | 22.3  |
| 2023–24   | Luka Božić        | Borac Mozzart          | 20.6  |
| 2024–25   | Bryce Jones       | KK Igokea              | 18.4  |

- PPP: Puntos por Partido